# St. Gallus (Ladenburg)

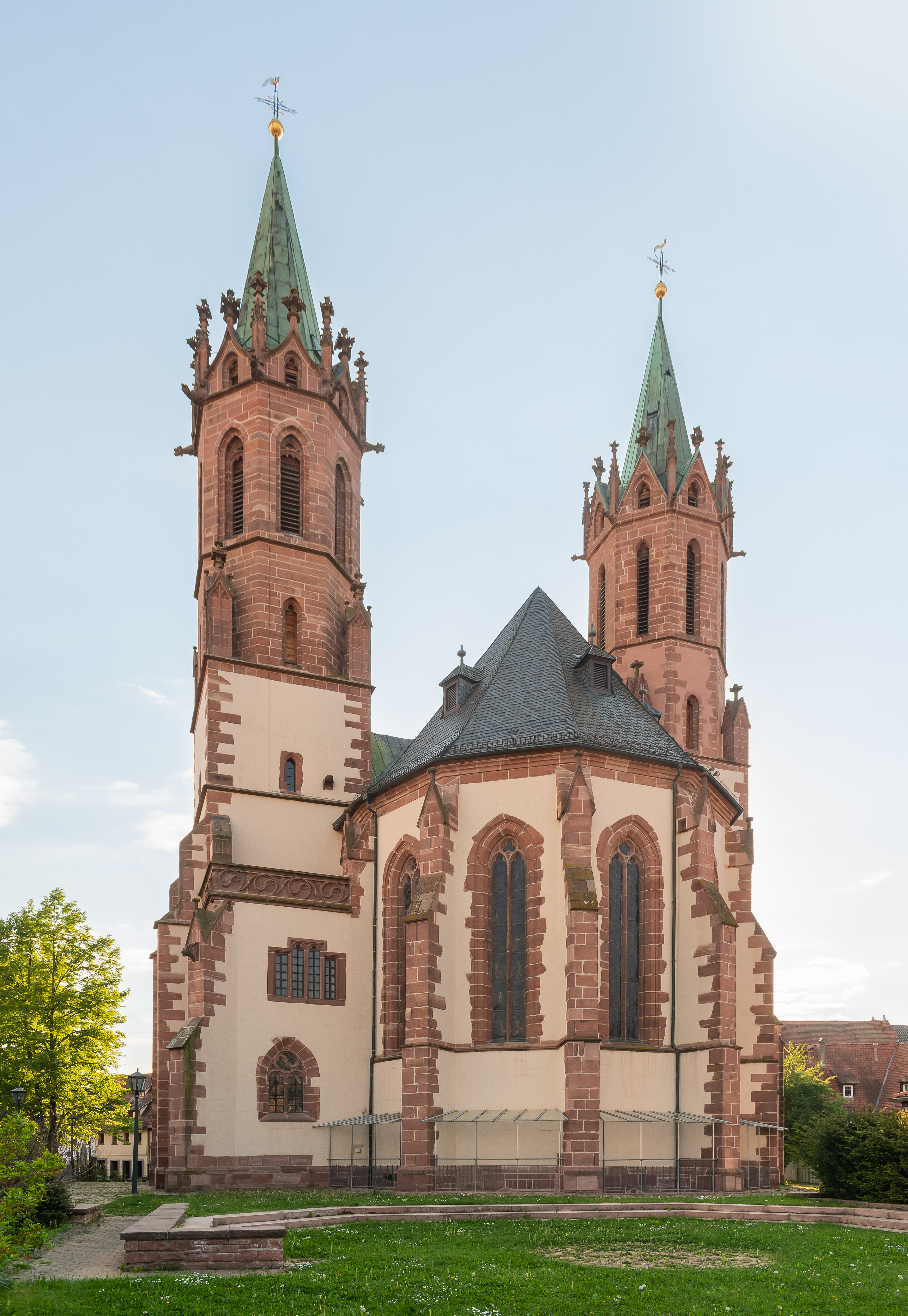
St.-Gallus-Kirche 2022

Die St.-Gallus-Kirche ist eine katholische Kirche in Ladenburg im Rhein-Neckar-Kreis im Nordwesten Baden-Württembergs. Der gotische Bau begann um 1250 und war 1485 vollendet. Die Kirche ist die Pfarrkirche der gleichnamigen Pfarrei St. Gallus Ladenburg.

## Geschichte

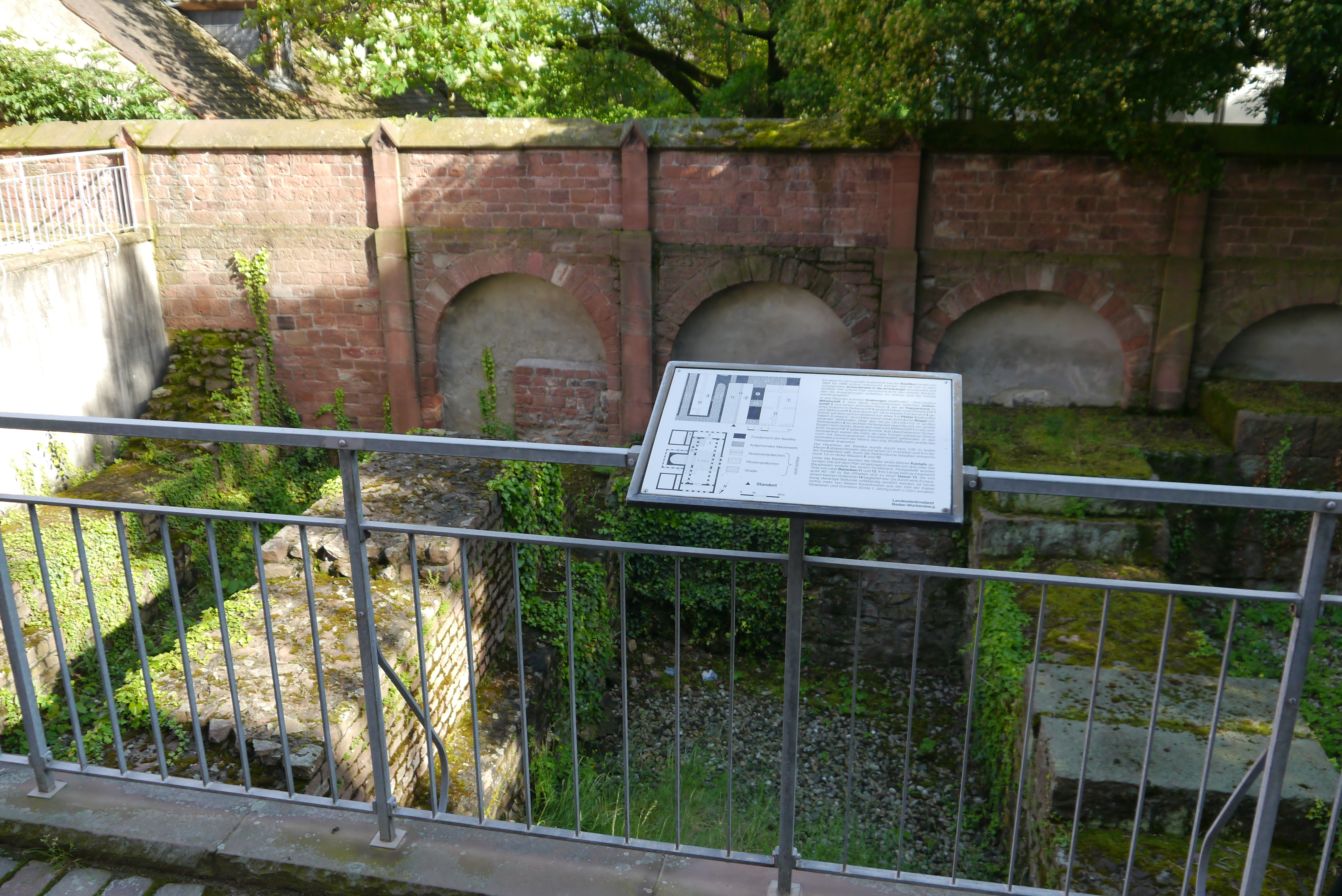
Ausgrabung Marktbasilika

Ladenburg ist eine der ältesten Städte in Deutschland rechts des Rheins. In römischer Zeit gab es eine große Marktbasilika. Von den Franken ging die Herrschaft über Ladenburg an den Wormser Bischof. Im Jahr 787 wurde erstmals eine Kirche erwähnt. Ob es sich dabei um einen Vorgängerbau der heutigen Galluskirche handelt oder ob sie woanders stand, ist nicht bekannt, denn wahrscheinlich gab es schon in der Karolingerzeit mehrere Kirchen in der Stadt. In der Mitte des 13. Jahrhunderts begann der Bau der St.-Gallus-Kirche, deren Patrozinium 1299 erstmals genannt wurde. Sie wurde auf der alten Marktbasilika und der Krypta der Vorgängerkirche errichtet. 1412 legte Bischof Johann von Fleckenstein den Grundstein für den Südturm. Wahrscheinlich weil Ladenburg die zeitweilige Residenz der Wormser Bischöfe war, entschloss man sich zum Bau des repräsentativen, zweiten Turms an der Südflanke. Der Glockenstuhl soll 1485 fertiggestellt gewesen sein.

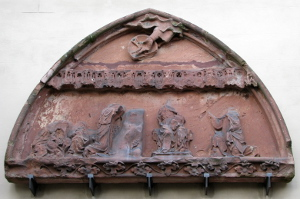
Das alte Tympanon wurde beim Bildersturm beschädigt. Heute ist es am südlichen Seitenschiff angebracht.

Die St.-Gallus-Kirche war die Pfarrkirche für Ladenburg, bis 1409 für Straßenheim und bis ins 18. Jahrhundert für Neckarhausen. Sie war die Hauptkirche der Dekanate Weinheim und Heidelberg im Bistum Worms. Die Herrschaft über den Ort Ladenburg aber mussten sich die Wormser Bischöfe seit 1385 in einem Kondominat mit der Kurpfalz teilen. Nachdem Kurfürst Ottheinrich in seinem Herrschaftsbereich 1556 die Reformation eingeführt hatte, einigte man sich zunächst auf die simultane Nutzung der Galluskirche. Doch bereits an Karfreitag 1565 beendete Kurfürst Friedrich III. das Simultanverhältnis gewaltsam. Er ließ alle bildlichen Darstellungen zerstören und gestattete den Gebrauch der Kirche nur noch den Reformierten. Bischof Dietrich II. von Bettendorf protestierte dagegen erfolglos auf dem Augsburger Reichstag 1566.

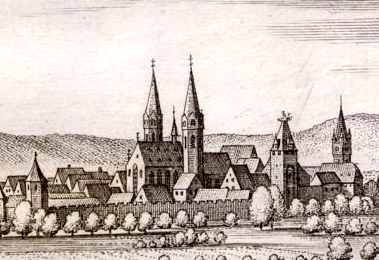
Galluskirche 1645 (Matthäus Merian)

Im Dreißigjährigen Krieg und im Pfälzischen Erbfolgekrieg wurde die Pfalz mehrmals verwüstet, die St.-Gallus-Kirche aber überstand die Kriege unbeschadet. Als 1693 französische Truppen vor Ladenburg standen, übergaben die Kapuziner die Stadt. Da die Sebastianskapelle mit Flüchtlingen überfüllt war, gestatteten französische Offiziere den katholischen Gottesdienst in der Galluskirche. Wenige Monate später wiesen sie die Kirche wieder den Reformierten zu, doch Bischof Ludwig Anton ließ sie vom Militär besetzen. Alle Proteste der Reformierten nutzten nichts. 1708 verzichteten sie schließlich in einem Vergleich auf St. Gallus und erhielten im Gegenzug den Mönchhof mit seinen Einnahmen zum Bau einer eigenen Kirche zugesprochen.
Zwischen 1859 und 1860 wurde die Kirche außen instand gesetzt. Zwischen 1863 und 1869 wurde die Galluskirche vergrößert. Hierzu wurde sie nach Westen verlängert und erhielt eine neue Stirnfassade. 1883 erhielt die Sickingenkapelle ein neugotisches Dach, was aber 1950 wieder rückgängig gemacht wurde. Die Krypta wurde 1938 und erneut zwischen 2002 und 2004 restauriert. Die Kirche wurde 1976 renoviert, wobei zum Teil – aus heutiger Sicht – falsche Materialien verwendet wurden. Die 2010 begonnene Dach- und Fassadensanierung, die im Sommer 2014 abgeschlossen wurde, kostete rund 3 Millionen Euro, zu denen das Erzbistum Freiburg, die Kirchengemeinde und die Deutsche Stiftung Denkmalschutz wesentlich beitrugen. Die Stadt Ladenburg beteiligte sich nicht.
Zur Pfarrei St. Gallus gehören neben der Hauptkirche St. Gallus noch die Sebastianskapelle und bis 2012 St. Johannes in Ladenburgs Weststadt. Die Kirche St. Johannes wurde 2012 auf Antrag des Pfarrgemeinderates profaniert.
Die St.-Gallus-Gemeinde und die Heddesheimer St.-Remigius-Gemeinde schlossen sich 2005 zur Seelsorgeeinheit Ladenburg-Heddesheim zusammen. Sie gehört zum Dekanat Heidelberg-Weinheim im Erzbistum Freiburg. Am 14. November 2014 hat Erzbischof Stephan Burger die Aufhebung der Kirchengemeinde St. Gallus zum 1. Januar 2015 verkündet. Rechtsnachfolger ist die Kirchengemeinde Ladenburg-Heddesheim.

## Beschreibung

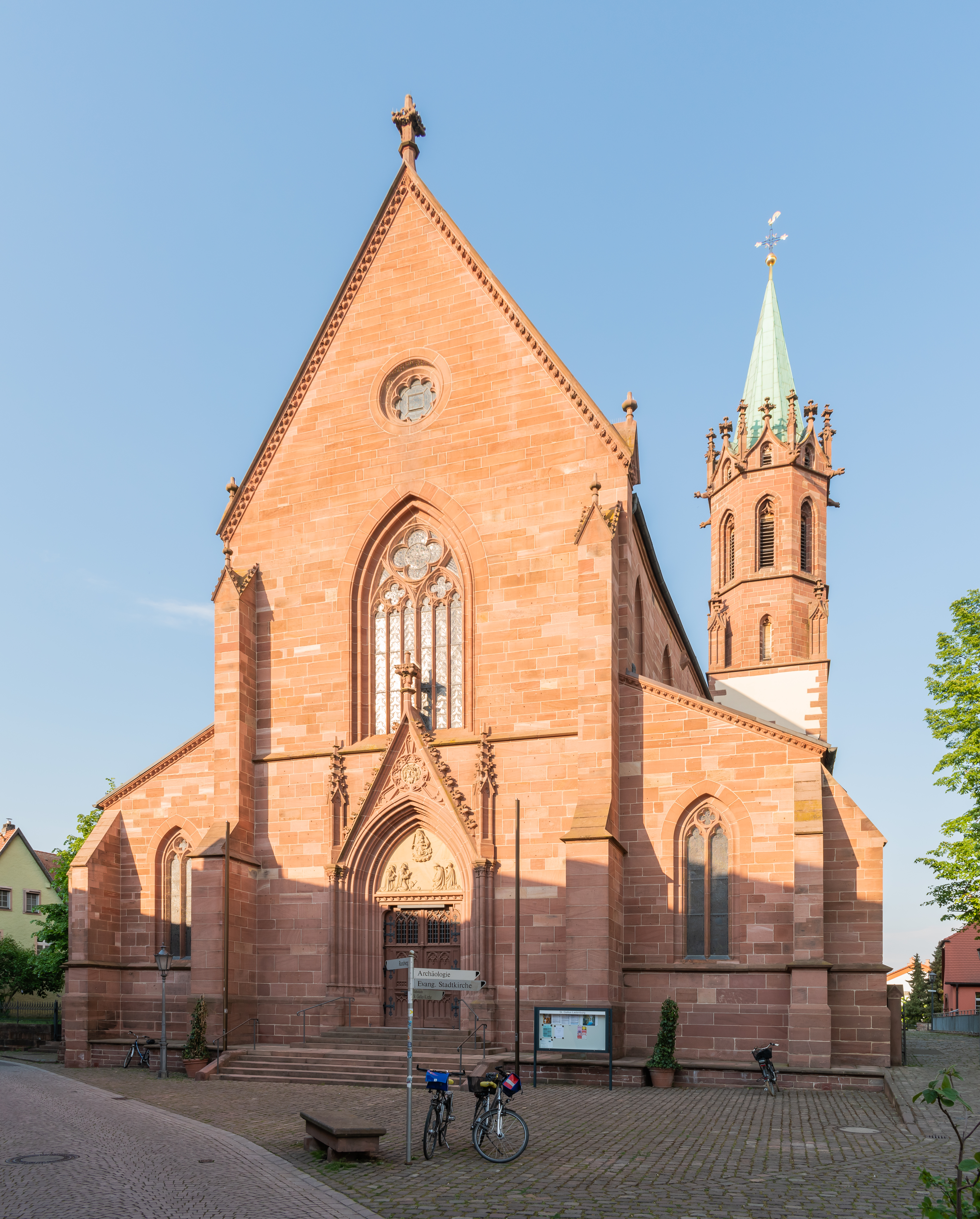
St.-Gallus-Kirche 2022

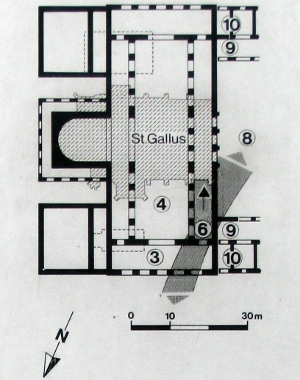
Grundriss von Marktbasilika und Kirche

### Äußere Gestaltung
Die St.-Gallus-Kirche steht am südöstlichen Rand der mittelalterlichen Stadt beim Mönchhof. Die dreischiffige Basilika ist im Verhältnis zu ihrer Länge breiter als übliche gotische Kirchen, was sich vermutlich daraus erklärt, dass der Grundriss in die alte römische Marktbasilika eingefügt wurde. Das Langhaus hat fünf Joche. An die zwei östlichen Joche des nördlichen Seitenschiffes ist die Sickingenkapelle angebaut. Das fünfte Joch und die Westfassade stammen aus dem 19. Jahrhundert. Im Tympanon am gotischen Portal an der westlichen Schaufassade ist die thronende Muttergottes mit dem Jesuskind dargestellt, darunter kniend Columban, Gallus, Johannes Epps Const. und B. Willimar. Der Chor im Osten besitzt einen 7/12-Schluss.
Links und rechts des Chors sind der Nord- und der Südturm angeordnet. Der Grundriss der Kirchtürme ist zunächst quadratisch und geht ab dem vierten Geschoss in ein Achteck über. Die Spitzbogenfenster im Glockengeschoss des früher gebauten Nordturms sind schmaler als beim Südturm. An der Seite zum Marktplatz ist eine Turmuhr angebracht. Sie wurde erstmals im Jahr 1770 erwähnt. Die beiden Türme enden mit acht kleinen Giebeln, am Südturm geschweift. Die spitzen Zeltdächer sind aus Kupfer.
An den Außenwänden sind mehrere Grabplatten angebracht, einige von ihnen sind stark verwittert. In der Mitte des 18. Jahrhunderts entstandenen Handschrift Thesaurus Palatinus des Johann Franz Capellini von Wickenburg wurden die Epitaphien bildlich festgehalten, wodurch das ursprüngliche Aussehen überliefert ist.

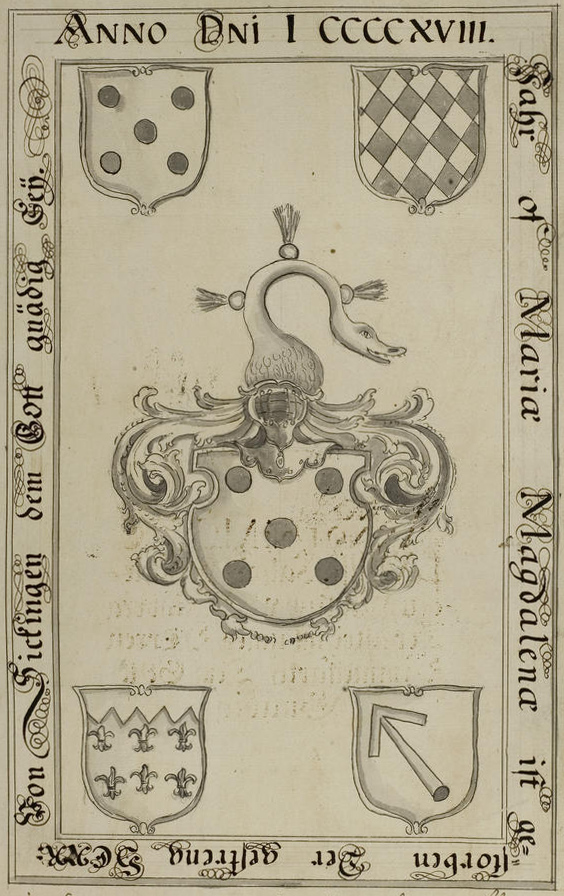
Johann VI. von Sickingen
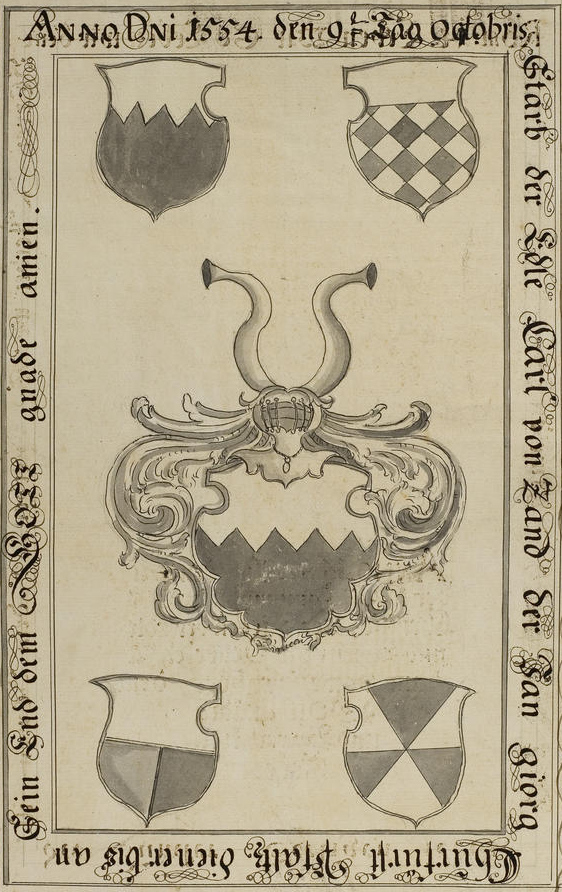
Carl von Zandt
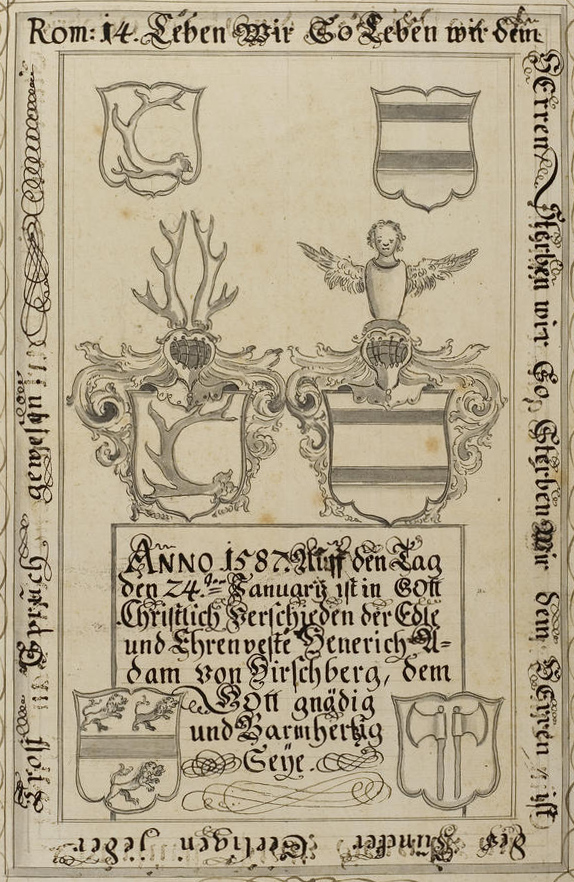
Heinrich Adam von Hirschberg (abgegangen)
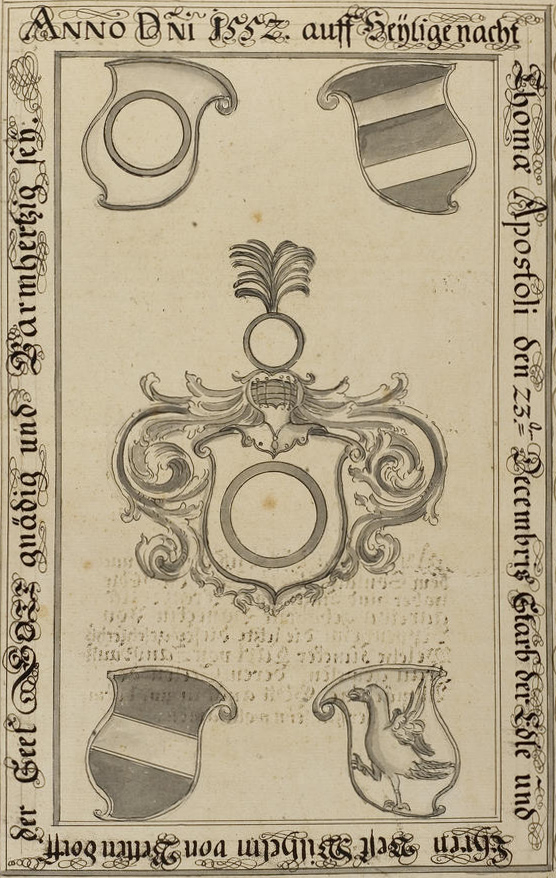
Wilhelm von Bettendorf (abgegangen)

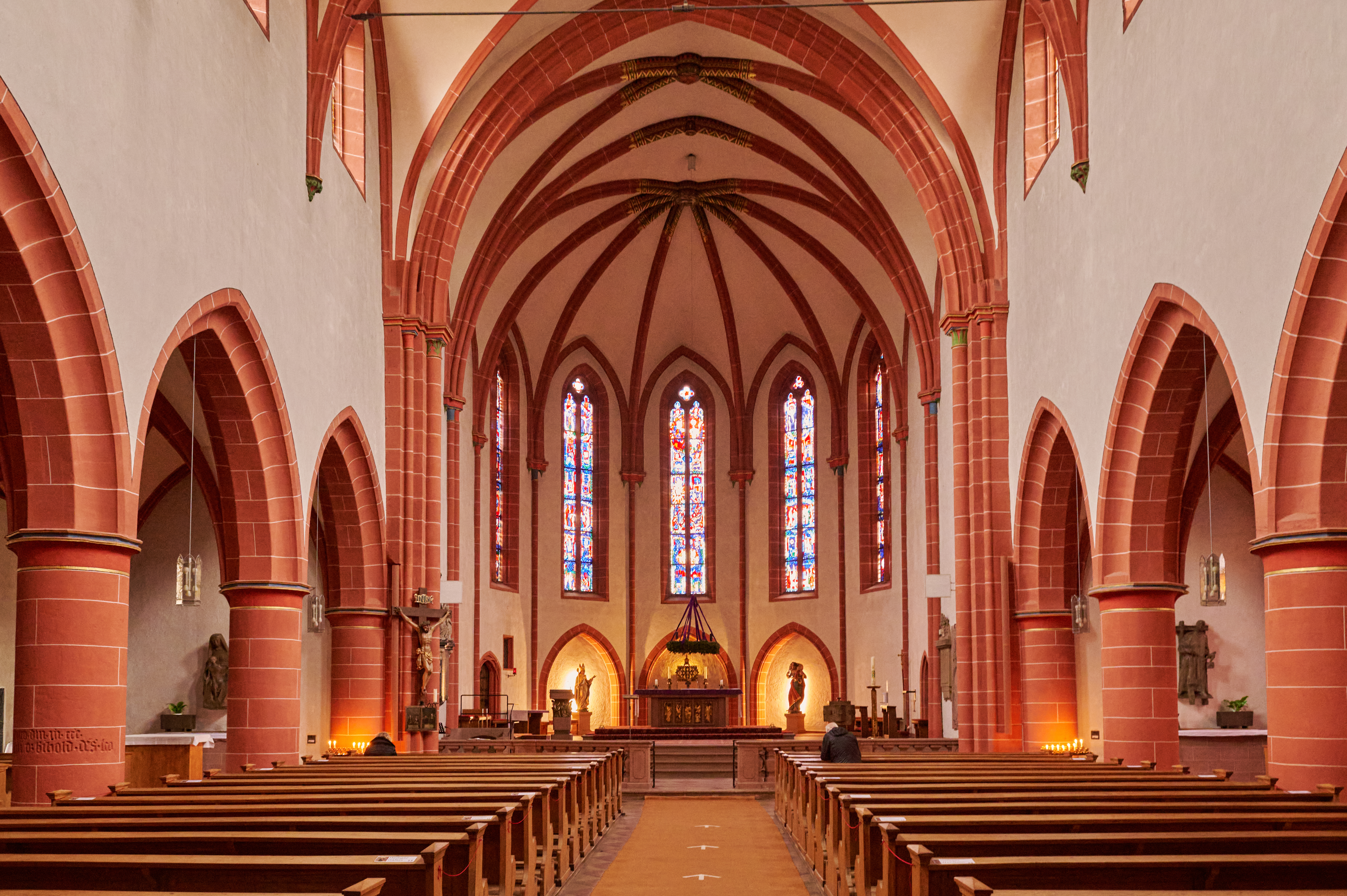
Innenraum

### Innenraum
Der dreischiffige Innenraum präsentiert sich mit architektonischen Gliederungen aus roten Sandsteinquadern und weiß verputzten Flächen. Die Kommunionbank mit der schmiedeeisernen Tür stammt aus dem Jahr 1774. Neueren Datums sind Taufstein, Ambo, Tabernakel und Altarleuchter, die Edwin Neyer schuf. Die modernen Bronzeplastiken an den beiden Seitenaltären stammen von Otto Sonnleitner. Im Chor links befindet sich das kunstvolle Grabmal von Maria Henrietta von Castell, es wird dem Bildhauer Franz Conrad Linck zugeschrieben. Auf der rechten Seite sind die Epitaphien von Johann Philipp Jacob Graf von Preysing, kurpfälzischer Generalfeldmeister, und Georg Augustin von May, kurpfälzischer Kanzler.
Am nördlichen Triumphbogenpfeiler ist ein 1,65 Meter großes Kruzifix angebracht, das vor 1628 entstand. Die Kirchenfenster gestaltete 1966/67 Valentin Feuerstein. Sie zeigen im rechten Seitenschiff Begebenheiten aus dem Alten Testament, im Chor wird die Heilsgeschichte dargestellt, die Fenster im linken Seitenschiff haben Maria und Gallus zum Thema und die beiden Fenster in der Stirnwand die Geschichte Ladenburgs.

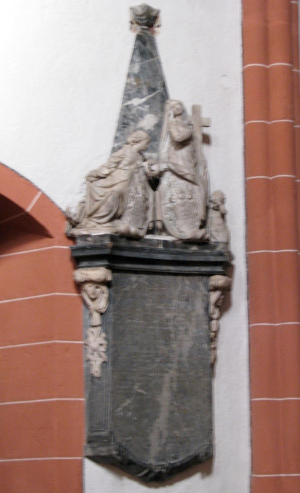
Maria Henrietta von Castell
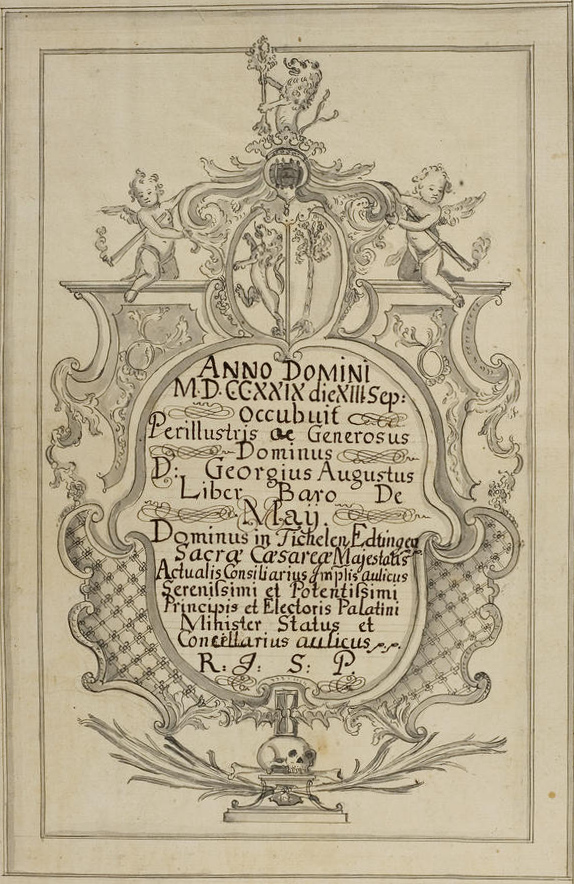
Georg Augustin von May
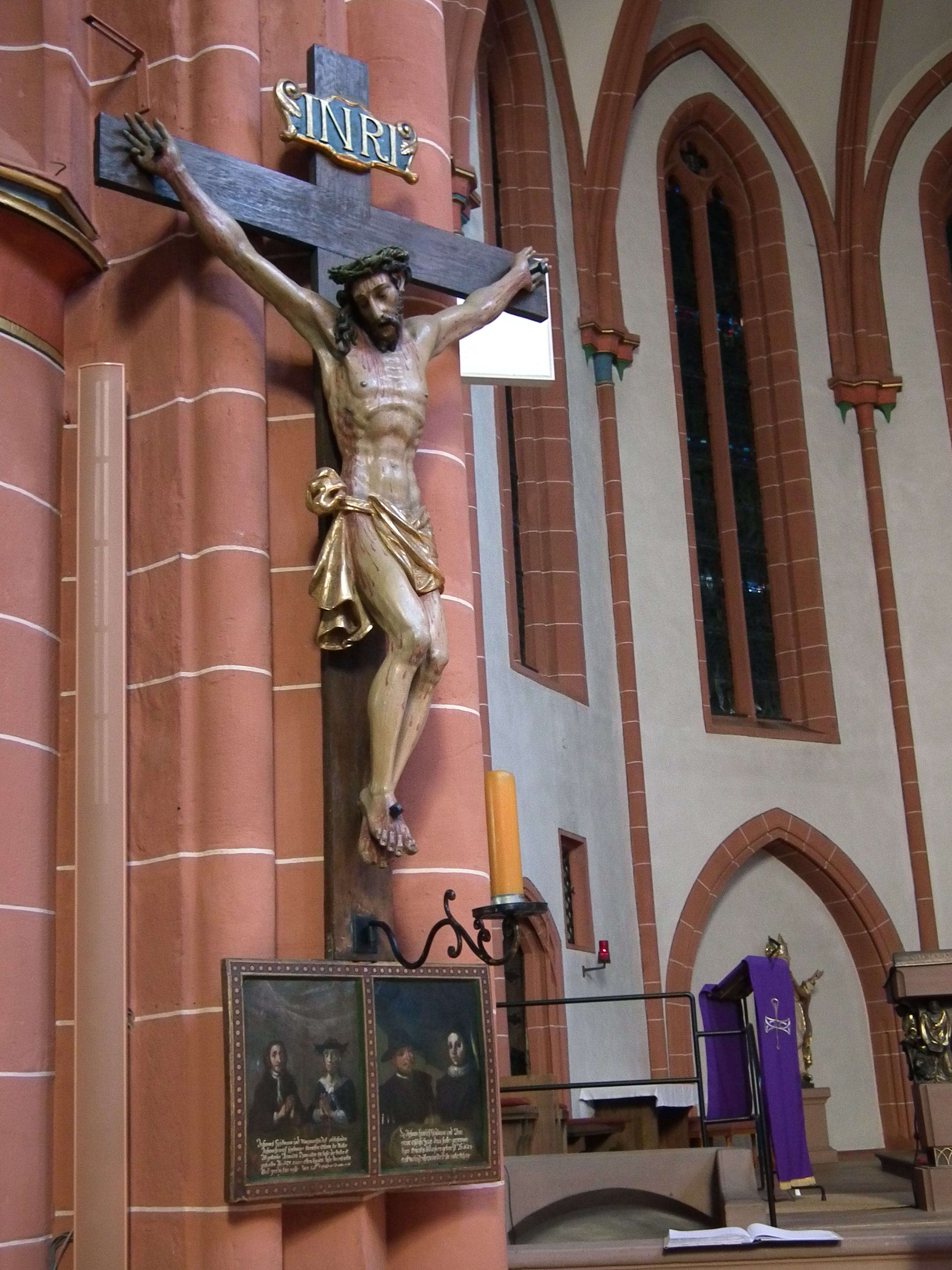
Kruzifix

### Sickingenkapelle

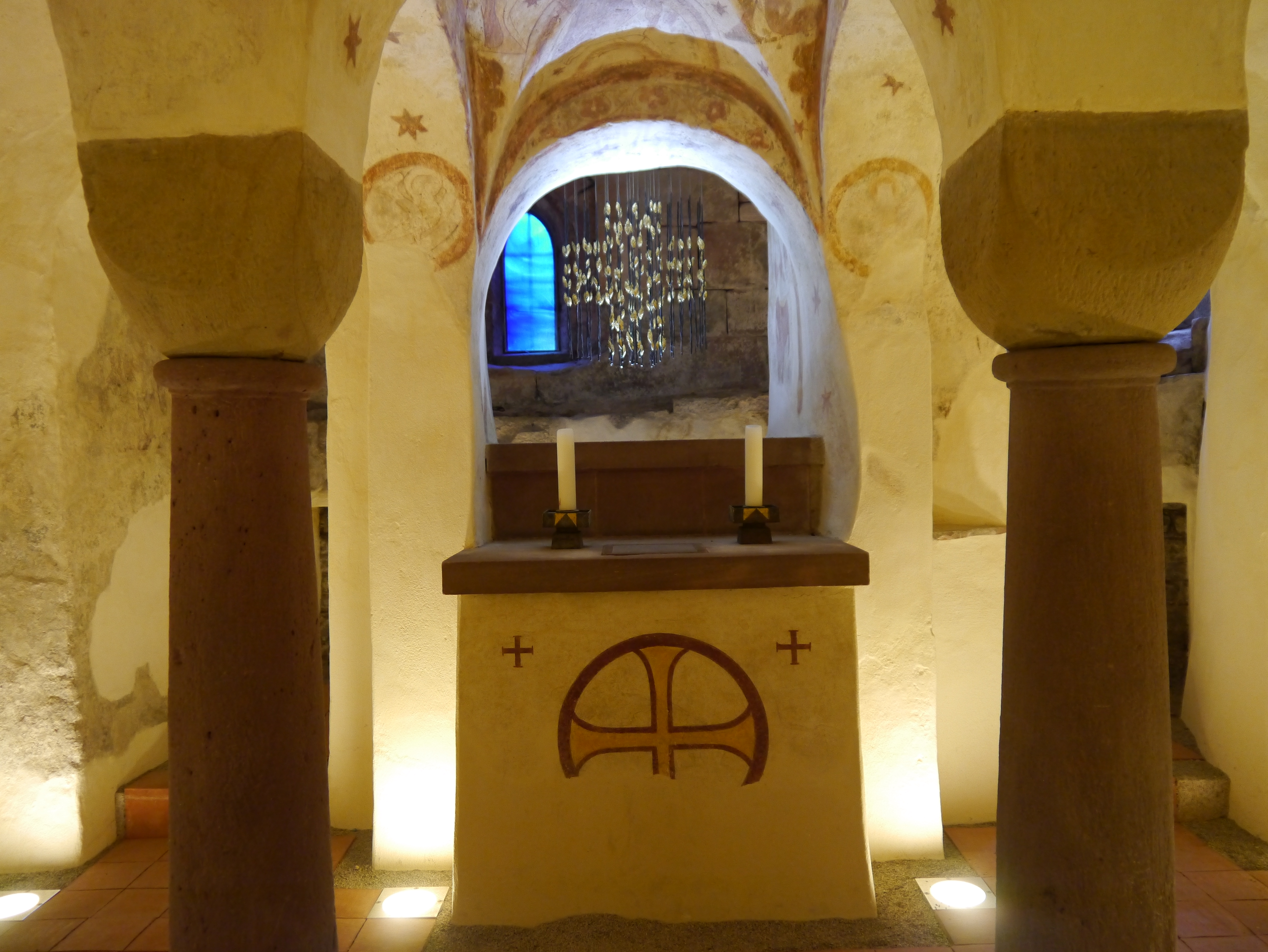
Krypta. Altar mit Kreuz

Die Sickingenkapelle ist am nördlichen Seitenschiff angebaut. Sie wurde im 15. Jahrhundert von Hans von Sickingen gestiftet, der dort mit seiner Frau Margaretha Kämmerin von Worms beigesetzt wurde. An der Nordwand steht der 2,90 Meter hohe Epitaph der beiden. In den beiden Fenstern finden sich die dazugehörigen Wappen derer von Sickingen und Kämmerer von Worms (Dalberg).
An der Ostwand wurde das Altarretabel vom ehemaligen Kreuzaltar aufgestellt. Vier Holzintarsia an der Westwand zeigen die Evangelisten Lukas, Markus, Matthäus und Johannes. Sie stammen von der alten Kanzel von 1746.

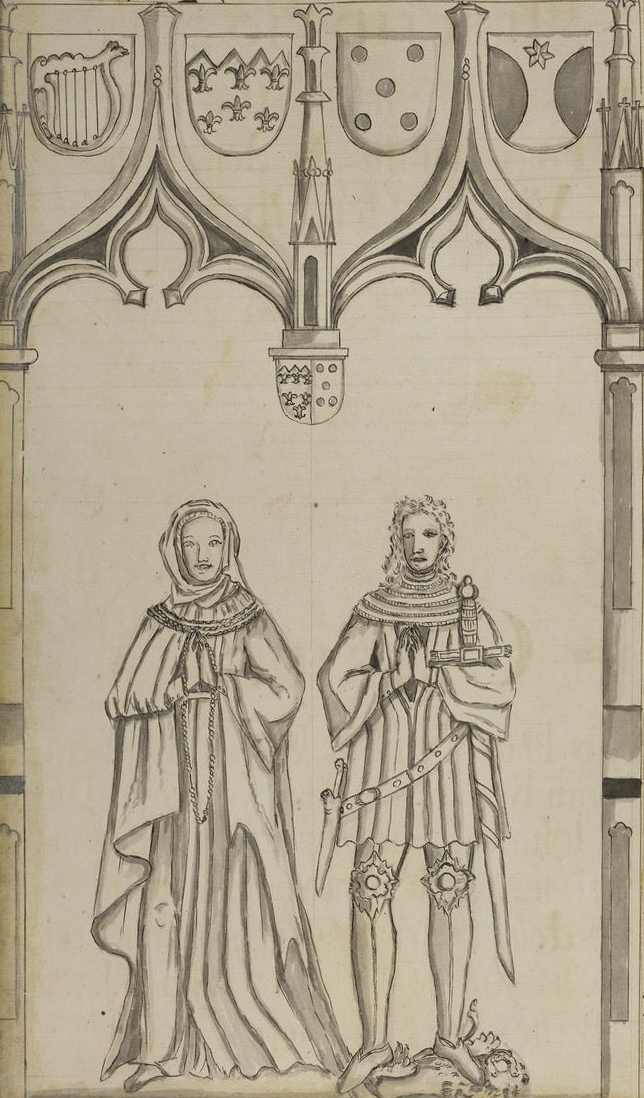
Hans von Sickingen mit Gemahlin
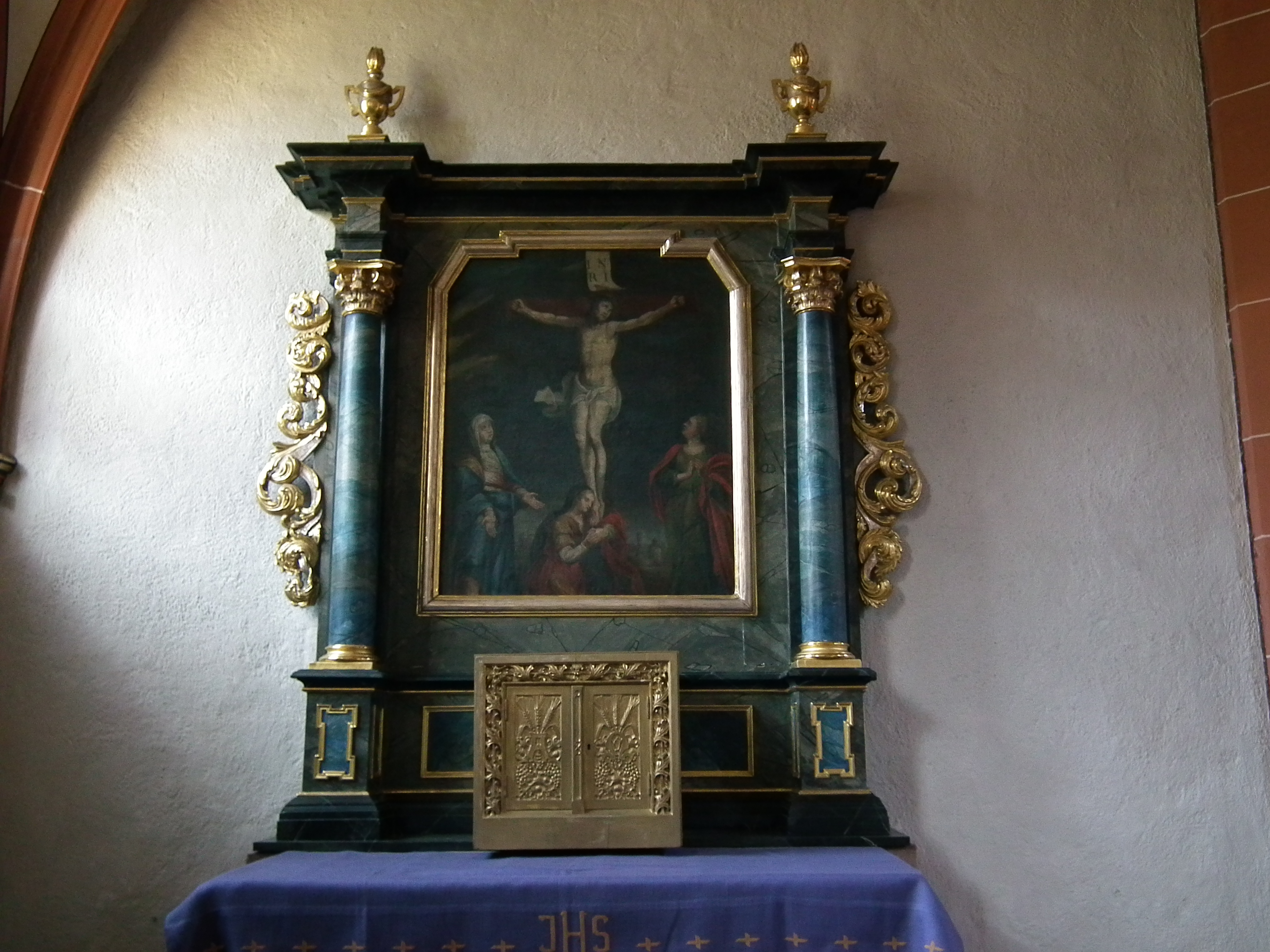
Altarretabel
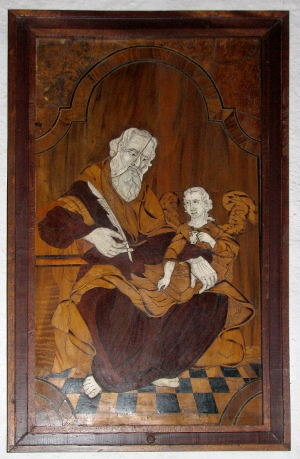
Evangelist Matthäus

### Krypta
Die Krypta ist das älteste Bauwerk der Galluskirche. Sie entstand mit der romanischen Vorgängerkirche zu Beginn des 11. Jahrhunderts und befindet sich unter dem östlichen Chor. Sie soll im Jahr 1007 von Bischof Burchard und König Heinrich II. eingeweiht worden sein. Ursprünglich war die Krypta ein quadratischer Raum mit 4,80 Meter Seitenlänge. Beim Bau des Chors im 13. Jahrhundert wurden die Seitenwände durchbrochen und mithilfe des Mauerwerks der römischen Marktbasilika ein Umgang angelegt. Vier Säulen mit Würfelkapitellen tragen die Kreuzgratgewölbe. Die Fresken mit Heiligendarstellungen stammen aus dem 14. Jahrhundert. Der Zugang über eine Treppe am linken Rand des Chors wurde erst 1937 gebaut und ersetzte eine Falltür. Bemerkenswert ist auch das vom Ladenburger Künstler Hans-Michael Kissel 2009 gestaltete Kreuz über dem Altar im Zentrum der Krypta.

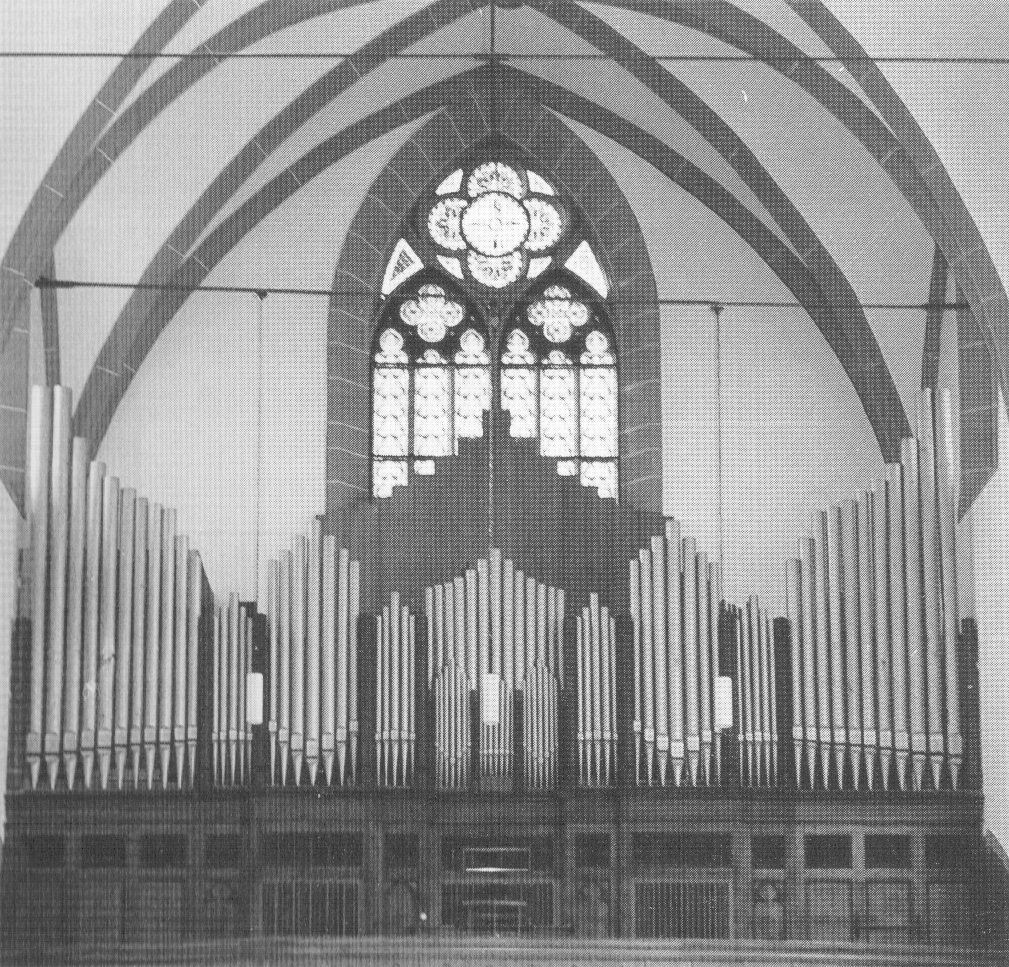
Voit-Orgel (Zustand von 1965 bis 1998)

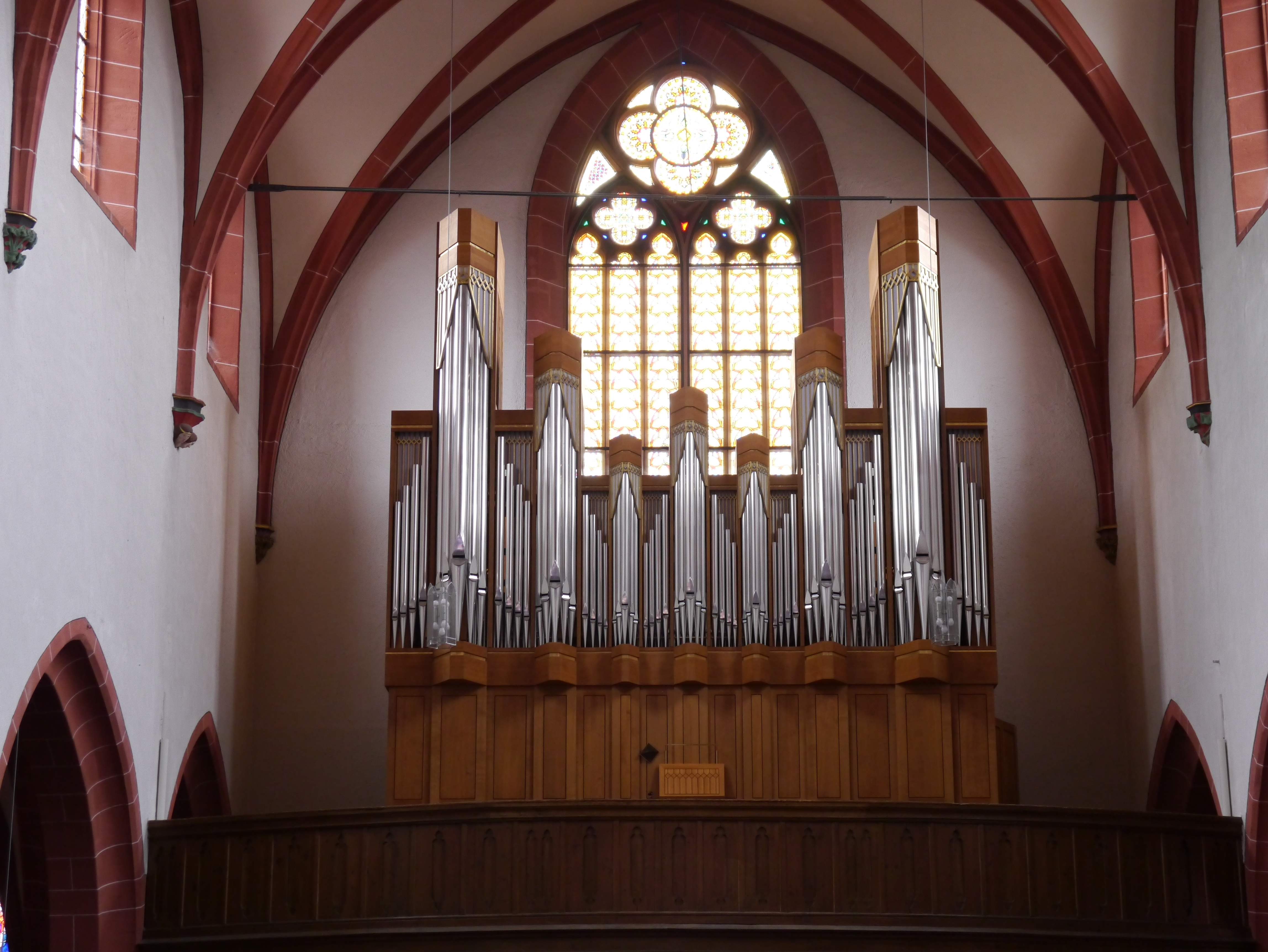
Mönch-Orgel

### Orgel
Seit 1686 gab es nachweislich eine Orgel in der Galluskirche. 1790 wurde ein Instrument vom Heidelberger Hoforgelbauer Andreas Krämer aufgestellt.
Während des Umbaus der Kirche im 19. Jahrhundert wurde es in die Sebastianskapelle überführt und 1868 eine neue Orgel von Louis Voit erbaut. Diese Orgel beanspruchte damals die gesamte Emporenfläche, so dass dort kein Platz für den 1882 gegründeten Kirchenchor war. Deshalb gab es bereits 1885 einen Auftrag an Louis Voit zur Versetzung und Reinigung der Orgel. 1916 wurde ein elektrisches Gebläse eingebaut. 1927 wurde die Orgel total abgetragen und umgebaut. Dabei wurde auch die Disposition verändert, die Orgel weiter nach hinten gesetzt, und man nutzte die gesamte Emporenbreite bis zu den Seitenwänden des Kirchenschiffs, um zusätzlichen Platz auf der Empore zu gewinnen. Die schwergängige mechanische Kegelladentraktur wurde durch eine pneumatische Traktur mit allen erdenklichen Spielhilfen ersetzt. Die Einweihung dieser umgebauten Orgel fand am 30. Oktober 1927 statt. Weitere Änderungen der Disposition gab es 1952 und 1965. Das Ergebnis dieser Änderungen war dennoch unbefriedigend und sehr störanfällig, wie man bereits 1976 in den Kirchenakten lesen kann. Viele Jahre lang suchten daher die Pfarrgemeinde, das Erzbischöfliche Ordinariat Freiburg und das Landesdenkmalamt nach einer guten Lösung. 1997 einigte man sich auf einen Neubau. Die alte Orgel wurde zunächst eingelagert und befindet sich heute nach einer Restaurierung in der Marbacher Alexanderkirche.
Die heutige Orgel in der St.-Gallus-Kirche wurde ab 1998 von Mönch Orgelbau erbaut und am 16. Mai 1999 eingeweiht. Burkhart Goethe (Schwäbisch Hall) entwarf den Prospekt, Mathias Kohlmann (Pforzheim)
und Martin Dücker waren als Orgelsachverständige für die Disposition verantwortlich. Das Instrument hat 43 Register auf drei Manualen und Pedal und 2971 Pfeifen. Es ist für die Orgelmusik der deutschen und französischen Romantik besonders geeignet und wird auch gerne für Orgelkonzerte, beispielsweise im Rahmen des ökumenischen Ladenburger Orgelsommers, genutzt. Die Orgel hat folgende Disposition:
| I Hauptwerk C–g3 | I Hauptwerk C–g3 | II Positiv C–g3  | II Positiv C–g3 | III Schwellwerk C–g3 | III Schwellwerk C–g3 | Pedal C–f1  | Pedal C–f1 |
| Bourdon          | 16′              | Principal        | 8′              | Quintaton            | 16′                  | Contrabass  | 16′        |
| Principal        | 8′               | Lieblich Gedeckt | 8′              | Geigenprincipal      | 8′                   | Subbass     | 16′        |
| Cor de nuit      | 8′               | Viola alta       | 8′              | Bourdon              | 8′                   | Octavbass   | 8′         |
| Viola di Gamba   | 8′               | Octave           | 4′              | Salicional           | 8′                   | Flûte       | 8′         |
| Harmonieflöte    | 8′               | Waldflöte        | 4′              | Unda maris           | 8′                   | Violoncello | 8′         |
| Octave           | 4′               | Nazard           | 2 ⁄3′           | Flûte traversière    | 8′                   | Bombarde    | 16′        |
| Hohlflöte        | 4′               | Flageolet        | 2′              | Fugara               | 4′                   | Trompetbass | 8′         |
| Superoctave      | 2′               | Tierce           | 1 3⁄5′          | Flûte octaviante     | 4′                   | Tremulant   |            |
| Mixtur IV        | 2 ⁄3′            | Mixtur           | 1 ⁄3′           | Octavin              | 2′                   |             |            |
| Scharff III      | 1′               | Clarinette       | 8′              | Cornettino III       | 2 ⁄3′                |             |            |
| Cornett III-V    | 8′               | Voix humaine     | 8′              | Basson-Hautbois      | 8′                   |             |            |
| Trompete         | 8′               | Tremulant        |                 | Trompette harmonique | 8′                   |             |            |
| Tremulant        |                  |                  |                 | Clairon harmonique   | 4′                   |             |            |

- Koppeln: II/I, III/I, III/II, Sub III, I/P, II/P, III/P, Super III/P.
- Spielhilfen: Elektronische Setzeranlage.

### Glocken
Das Geläut der St.-Gallus-Kirche bestand bis 2016 aus sechs Glocken. Im Südturm hängen die Gallusglocke, mit 1900 kg die schwerste Glocke, und die Schutzengelglocke. Sie ist die älteste und kleinste Glocke und wurde früher nur bei Taufen geläutet. Im Nordturm hängen die vier anderen Glocken. Die drei alten wurden zwischen 1443 und 1500 gegossen. Die jüngste wurde 1957 gestiftet und ersetzte zwei Glocken aus den 1930er Jahren, die im Zweiten Weltkrieg abgeliefert werden mussten. Wegen statischer Probleme läuten die Glocken nur an einigen Hochfesten gemeinsam.
2016 ließ die Pfarrgemeinde vier weitere Glocken gießen, die das historische Geläute entlasten sollen. Diese wurden aus dem Nachlass des 2004 verstorbenen Stadtpfarrers Karl Häring finanziert.
Glockendetails
| Glocke | Name                    | Gießer                      | Gussjahr | Turm     | Durchmesser | Gewicht | Schlagton |
| ------ | ----------------------- | --------------------------- | -------- | -------- | ----------- | ------- | --------- |
| 1      | Gallusglocke            | Peter zur Glocken           | ≈ 1502   | Südturm  | 1420 mm     | 1900 kg | es′-4     |
| 2      | Christkönigsglocke      | unbekannt                   | ≈ 1500   | Nordturm | 1250 mm     | 1500 kg | ges′-2    |
| 3      | Marienglocke            | unbekannt                   | 1443     | Nordturm | 1050 mm     | 800 kg  | as′+5     |
| 4      | St. Antonius            | Glockengießerei Bachert     | 2016     | Nordturm | 920 mm      | 525 kg  | b′+2      |
| 5      | Theresienglocke         | Friedrich Wilhelm Schilling | 1957     | Nordturm | 964 mm      | 635 kg  | ces″±0    |
| 6      | St. Johannes            | Glockengießerei Bachert     | 2016     | Nordturm | 800 mm      | 380 kg  | des″-2    |
| 7      | Josefsglocke            | Meister Jakob               | ≈ 1450   | Nordturm | 770 mm      | 300 kg  | d″+4      |
| 8      | Miteinander Kirche sein | Glockengießerei Bachert     | 2016     | Südturm  | 560 mm      | 140 kg  | as″+1     |
| 9      | Deine Liebe leben       | Glockengießerei Bachert     | 2016     | Südturm  | 490 mm      | 95 kg   | b″±0      |
| 10     | Schutzengelglocke       | unbekannt                   | ≈ 1439   | Südturm  | 430 mm      | 40 kg   | es′′′-2   |

Die drei kleinsten Glocken bilden ein Zimbelgeläut und sind im Turmhelmaufsatz des Südturms untergebracht.
|  |  |  |

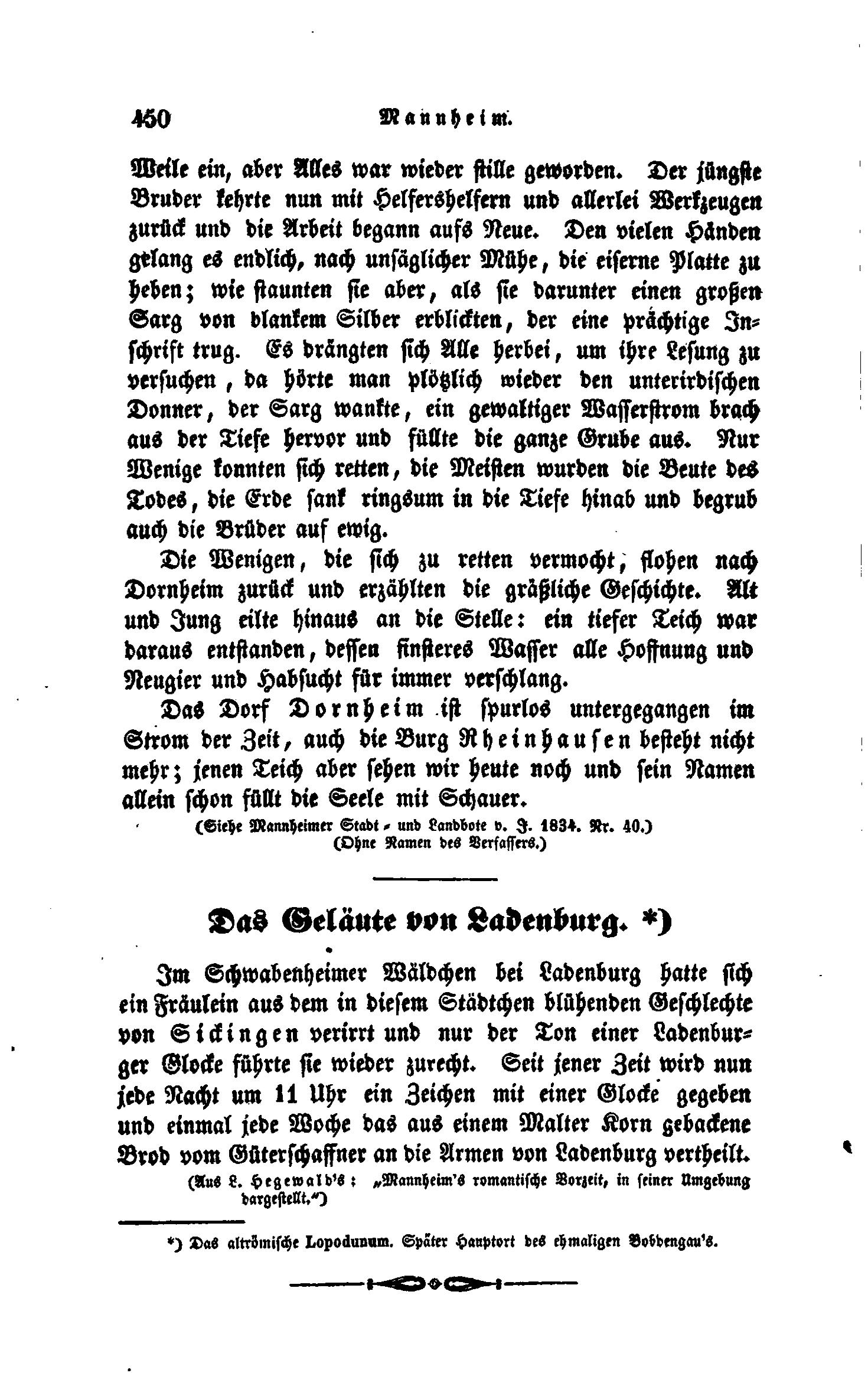
Das Geläute von Ladenburg

In der Sage Das Geläute von Ladenburg wird berichtet, wie einst ein Fräulein von Sickingen nächtens den Heimweg fand, weil es eine der Ladenburger Glocken hörte. Seitdem schlägt das „Lumpeglöckl“ (die Josefsglocke) allabendlich um 23 Uhr.

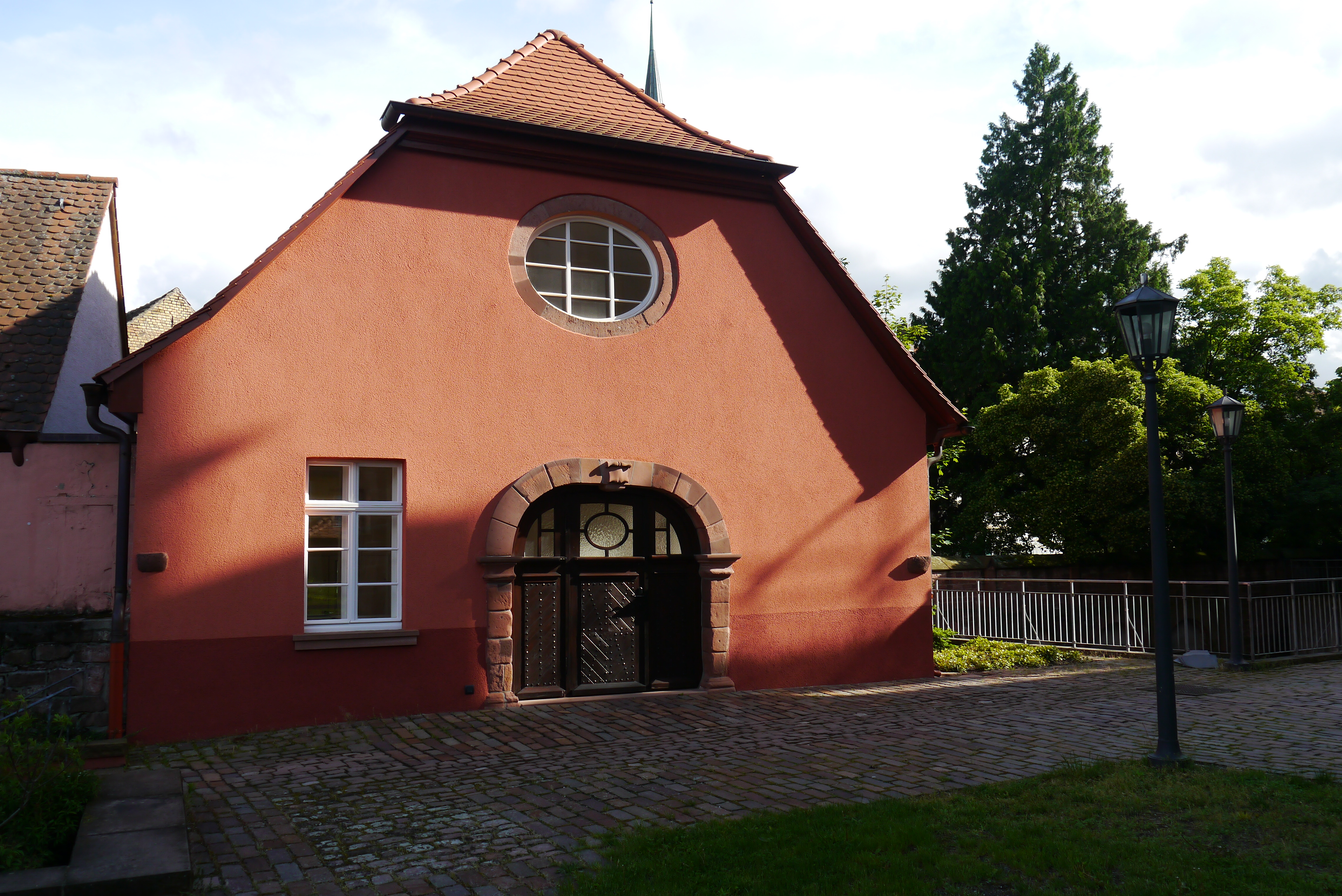
St. Michael

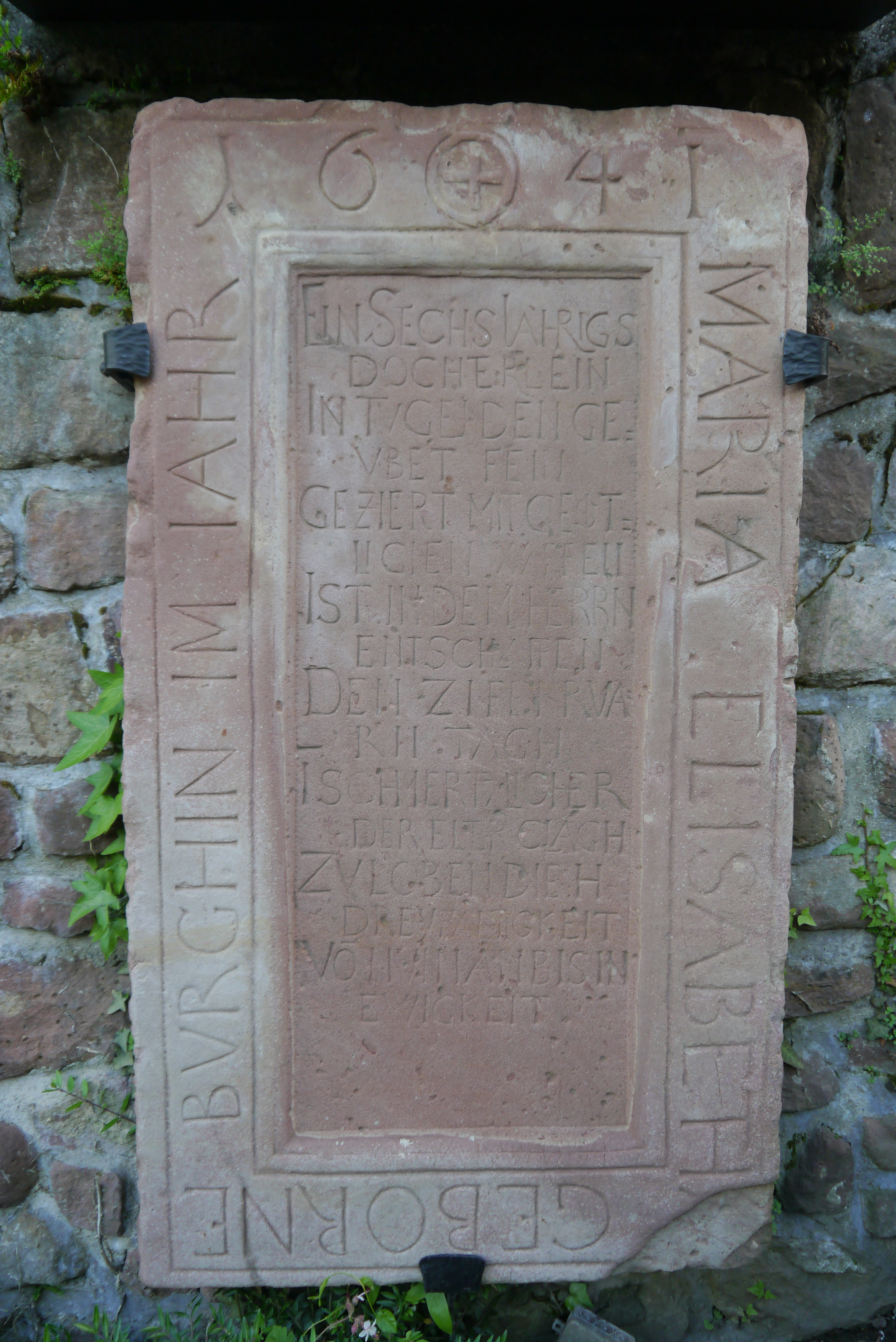
Grabplatte von 1641

### Außenbereich
Auf Höhe der Sakristei steht ein kleineres einstöckiges Gebäude, St. Michael. Es ist auch als Michaelsheim, Beinhaus oder Nähschule bekannt. Die Bezeichnungen deuten auf die früheren Funktionen hin: hinter dem Chor von St. Gallus war im Mittelalter ein Friedhof. Die Gebeine der Toten sammelte man im Beinhaus. In der Zeit nach dem Zweiten Weltkrieg nutzte die Pfarrgemeinde den Raum für Nähkurse, später war hier die Pfarrbücherei untergebracht. Heute finden hier unter anderem Kindergottesdienste, der monatliche Frühstückstreff und die Proben des Kirchenchores statt.
Beim Treppenabgang zur Feuerleitergasse, direkt neben St. Michael, befindet sich an der rechten Wand eine Grabplatte, die bei Bauarbeiten im vorderen Bereich des Pfarrgartens (Richtung Kirchenstraße) entdeckt wurde.
Der Text ist bereits stark ausgewaschen und könnte lauten:
Randumschrift:
1641 MARIA ELISABETH GEBORENE BURGHIN
Tafeltext:
```
EIN SECHSJÄRIGS DOCHTERLEIN
IN TUGENDEN GEUBET FEIN
GEZIERET MIT GEISTLICHEN WAFFEN
IST IN DEM HERRN ENTSCHLAFFEN
DEM (N) ZIF (E oder T) ER (D) R V A
RII TAGH
ISCHMERZLICHER
DER ELTERN CLAGH
ZU LOBEN DIE H DREYFALTIGKEIT
VON NUN AN BIS IN EWIGKEIT
```